# 选举日 (美国)
美国的选举日是法定的普选公职官员的日子，通常发生在11月第一个星期一之后的星期二，即11月2日到8日间的星期二。
联邦政府官员（总统、副总统和美国国会），于偶数年进行选举。总统选举每四年举行一次，届时选出正、副总统二人。竞选者由各州根据各州的有关法律选出。众议院和参议院议员的选举每两年举行一次。所有众议院议员任期满两年后必须再次接受选举，而参议员任期满六年，并错选举，使得两年选举选出三分之一的参议员。期中選舉是指不选总统的竞选。新总统在次年1月开始其总统任期，故通常被称为总统就职日，一般设在1月20日。